# День тварин (фільм)
«День тварин» (англ. Day of the animals) — американський фільм жахів 1977 року, передостанній фільм режисера Вільяма Гердлера. Прем'єра відбулась 13 травня.
У фільмі одну зі своїх небагатьох серйозних ролей зіграв комедіант Леслі Нільсен.

## Сюжет
Сюжет фільму розповідає про сходження на гору групи туристів. Зникнення озонового шару викликає агресивну поведінку тварин, що знаходяться на горі, і вони нападають на туристів.